# Dorades de Mbour
Actualités
Dernière mise à jour : 5 juin 2025.
Le club des Dorades de Mbour est un club sénégalais de football féminin basé à Mbour.

## Histoire
Le club des Dorades de Mbour, l'un des premiers clubs sénégalais de football féminin, est fondé dans les années 1970 par Jean-Pierre Corréa. 
Le club atteint la finale de la Coupe du Sénégal en 2012, s'inclinant contre l'ASC Médiour de Rufisque sur le score de 3 buts à 1. Mais après que l’équipe adverse ont fait jouer des joueuse non éligible, Le trophée revient donc a l’équipe du Dorades de Mbour

## Palmarès
- Division 2
  - Vice-championne : 2024[5]
- Coupe du Sénégal
  - Vainqueur : 2012